# Chase Tower
Chase Tower er en skyskraber i Chicago der blev bygget færdig i 1969. Det er den niende højeste bygning i Chicago, med en højde på 259 meter.